# Vermont C. Royster
Vermont Connecticut Royster (* 30. April 1914 in Raleigh, North Carolina, Vereinigte Staaten; † 22. Juli 1996 ebenda) war von 1958 bis 1971 Herausgeber des Wall Street Journal. Er wurde mit der Presidential Medal of Freedom ausgezeichnet und gewann neben zahlreichen anderen Auszeichnungen zwei Pulitzer-Preise für seine Arbeiten.

## Herkunft
Er wurde nach seinem Großvater väterlicherseits benannt, seine eigenwilligen Namen sind das Ergebnis einer Familientradition, nach der die Nachkommen den Namen von Bundesstaaten erhielten, was der Familie einen Eintrag in der Buchserie Ripley's Believe It or Not! einbrachte. Neben dem ungewöhnlichen Namen seines Großvaters hießen seine Großonkel Arkansas Delaware, Wisconsin Illinois, Oregon Minnesota und Iowa Michigan Royster, meist mit dem ersten Namen angesprochen, während der zweite Vorname nur als Initial auftrat. Roysters Vater betrieb die Royster Candy Company, eine Süßwarenfabrik in Raleigh. Die Familie ist eng mit der University of North Carolina at Chapel Hill (UNC) verbunden, sein Großvater unterrichtete dort Latein und Griechisch, während sein Großonkel Wisconsin am Aufbau der Medical School an der UNC beteiligt war.

## Werdegang
Nachdem er 1935 an der UNC graduiert hatte, bekam er einen Job als Reporter beim New York City News Bureau, ein Jahr später begann seine 61 Jahre andauernde Karriere beim Wall Street Journal. Er fing dort als Reporter im Jahre 1936 an, wurde dann von 1936 bis 1940 und in den Jahren 1945/46 Korrespondent in Washington, D.C., Kolumnist in den Jahren 1946 bis 1948 und stieg zwischen 1948 und 1971 zum Herausgeber auf, was er bis 1971 auch blieb. Er schied als Herausgeber aus und trug bis 1986 als Kolumnist und emeritierter Herausgeber redaktionell bei.
1940 meldete sich Royster zur United States Navy Reserve. Während des Zweiten Weltkrieges diente er als Kapitän eines Zerstörers, der USS Jack Miller im Pazifik. Er erreichte den Rang eines Lieutenant Commanders der Navy. Die Jack Miller war mehrmals in Kämpfe mit der japanischen Marine verwickelt und überstand zwei Taifune unversehrt. Im späten August 1945 Royster unter der ersten Gruppe Amerikaner, die Nagasaki nach dem Abwurf der zweiten Atombombe zu sehen bekamen. Nach dem Krieg nahm er seine Tätigkeit beim Wall Street Journal wieder auf.
1953 erhielt Royster den Pulitzer-Preis für Leitartikel. In den Jahren 1965 und 1966 war er Präsident der American Society of Newspaper Editors. Er ging 1971 als Herausgeber des Wall Street Journal in Ruhestand und begann anschließend mit der wöchentlichen Kolumne Thinking Things Over, die er fortsetzte bis ihn altersbedingte Einschränkungen zwangen seine Arbeit 1986 endgültig zu beenden. Er gewann seinen zweiten Pulitzer-Preis 1984 in der Kategorie Kommentar. Nach seinem Rückzug als Herausgeber wurde er Kenan Professor für Journalismus und Öffentlichkeitsarbeit an der University of North Carolina at Chapel Hill.

## Ehrungen
Als er von Präsident Ronald Reagan 1986 mit der Presidential Medal of Freedom sagte diese in der Laudatio:
For over half a century, as a journalist, author, and teacher, Vermont Royster illuminated the political and economic life of our times. His common sense exploded the pretensions of „expert opinion“, and his compelling eloquence warned of the evils of society loosed from its moorings in faith. The voice of the American people can be heard in his prose—honest, open, proud, and free.
Andere Auszeichnungen und Ehrungen waren (Auszug):
- 1958 Distinguished Service Award, Sigma Delta Chi
- 1971 William Allen White Award, University of Kansas
- 1975 Gerald Loeb Award for Distinguished Business and Financial Journalism
- 1976 Elijah Lovejoy Award
- 1976 Ehrendoktor der Rechte, Colby College
- 1980 North Carolina Journalism Hall of Fame

Einige der Leitartikel, die Royster verfasst hat, gelten heute als Klassiker, darunter:
Jedes Jahr an Thanksgiving werden The Desolate Wilderness und And the Fair Land abgedruckt, jedes Jahr an Weihnachten erscheint In Hoc Anno Domini im Wall Street Journal.

## Privatleben
Er heiratete Frances Claypoole im Jahre 1937 und hatte mit ihr zwei Töchter Eleanor und Sara. Royster starb am 22. Juli 1996 mit 82 Jahren in Raleigh. Einer seiner Cousins war Kay Kyser, ein bekannter Musiker in den 1930er und 1940er Jahren.

## Bibliographie
- Royster, Vermont C.: Journey through the Soviet Union. Dow Jones, New York 1962, LCCN 62052268.
- Royster, Vermont C.: A Pride of Prejudices. Knopf, New York 1967, LCCN 67022219.
- Royster, Vermont C.: My own, My country's time : a journalist's journey. Algonquin Books, Chapel Hill, N.C. 1983, LCCN 83232385.
- Fuller, Edmund: The essential Royster : a Vermont Royster reader. Algonquin Books, Chapel Hill, N.C. 1985, LCCN 85001302.